# 西蒙·耶茨
西蒙·耶茨（英語：Simon Yates，1992年8月7日—），英国男子自行车运动员，从事场地自行车和公路自行车比赛。2010年世界青年场地自行车锦标赛男子团体追逐赛银牌得主、2013年世界场地自行车锦标赛男子记分赛金牌得主。2017年环法自行车赛最佳青年车手，2018年环西自行车赛总冠军，2025年環義自行车赛总冠军。他的双胞胎弟弟亚当·耶茨同样也是自行车选手。